# Wojewódzki Szpital Specjalistyczny we Wrocławiu
Wojewódzki Szpital Specjalistyczny we Wrocławiu Ośrodek Badawczo-Rozwojowy – szpital mieszczący się przy ul. Henryka Kamieńskiego 73a we Wrocławiu powstały w 1984 roku. W 2006 roku szpital otrzymał status jednostki badawczo-rozwojowej. Szpital posiada lądowisko śmigłowcowe wpisane w 2014 do rejestru lądowisk Urzędu Lotnictwa Cywilnego.

## Oddziały
- Oddział Anestezjologii i Intensywnej Terapii
- Oddział Chemioterapii z Pododdziałem Chemioterapii Dziennej
- Oddział Chirurgii Naczyniowej
- Oddział Chirurgii Ogólnej i Małoinwazyjnej z Pododdziałem Chirurgii Metabolicznej i Pododdziałem Chirurgii Endokrynologicznej
- Oddział Chirurgii Onkologicznej
- Oddział Chorób Wewnętrznych z poddziałem Angiologicznym
- Oddział Dermatologiczny z Pododdziałem Dermatologii Dziecięcej
- Oddział Kardiologiczny z Pododdziałem Intensywnego Nadzoru Kardiologicznego, Pododdziałem Leczenia Zaburzeń Rytmu Serca
- Oddział Kardiologii Dziecięcej z Pododdziałem Kardiochirurgii Dziecięcej i Pododdziałem Intensywnego Nadzoru Kardiologicznego
- Oddział Nefrologiczny z Pododdziałem Diabetologicznym, Pododdziałem Transplantacyjnym i Pododdziałem Chorób Wewnętrznych
- Oddział Neonatologiczny z Pododdziałem Patologii Noworodka
- Oddział Okulistyczny
- Oddział Ortopedii, Traumatologii i Onkologii Narządu Ruchu
- Oddział Otolaryngologiczny z Pododdziałem Otolaryngologii Dziecięcej
- Oddział Pediatryczny z Pododdziałem Gastroenterologii i Pododdziałem Alergologii
- Oddział Położniczo-Ginekologiczny
- Oddział Urologii i Urologii Onkologicznej
- Szpitalny Oddział Ratunkowy
- Zamiejscowy Oddział Rehabilitacji Neurologicznej
- Zamiejscowy Oddział Rehabilitacji Ogólnoustrojowej I
- Zamiejscowy Oddział Rehabilitacji Ogólnoustrojowej II[4]